# Ophidiaster agassizi
Ophidiaster agassizi är en sjöstjärneart som beskrevs av Perrier 1881. Ophidiaster agassizi ingår i släktet Ophidiaster och familjen Ophidiasteridae. Inga underarter finns listade i Catalogue of Life.